# Chyna Doll
Chyna Doll — второй студийный альбом американской хип-хоп-артистки Foxy Brown. Альбом вышел 28 января 1999 года и достиг 1 места в чарте Billboard 200, таким образом, это стало вторым № 1 дебютом для женщины-рэпера. Chyna Doll стал самым успешным альбомом для Foxy Brown и был продан в количестве 4 миллионов копий по всему миру.
Альбом дебютировал в американском чарте  Billboard 200 на 1-м месте с продажами 173,000 копий в первую неделю, сместив дебютный альбом американской поп-исполнительницы Britney Spears, тем самым сделал из  Foxy Brown вторую  женщину-репершу в истории, которой удалось возглавить чарт. 24 марта 1999 года Chyna Doll получила платиновый сертификацию за продажу более 1 миллиона копий в США.

## Об альбоме
Запись альбома началась летом 1998 года. В сентябре 1998 года, в интервью к музыкальному каналу MTV, Фокси сказала что она поработала в студии с Мадонной и Джанет Джексон (сестра Майкла Джексона).
В декабре 1998 года, после окончания работы над альбомом, Фокси сказала что большая его часть спродюсирована Puff Daddy, и то что она также работала с такими известными продюсерами как Kanye West, Swizz Beatz и Irv Gotti. Фокси также объявила официальную дату выпуска. Изначально альбом должен был быть выпущен 17 ноября 1998 года, но Фокси перенесла дату выпуска на два месяца позже потому, что она не была уверена в том, что он достаточно хорош.
Chyna Doll приобрел звучание намного моднее, чем её предыдущий — Ill Na Na. На пластинке присутствуют такие артисты как DMX, Jay-Z, Total, Missy Elliott, Eve, Madonna, Puff Daddy, Too $hort, Tha Dogg Pound, Noreaga и Janet Jackson. Фокси прокомментировала тот факт, что на альбоме очень много приглашенных исполнителей так: «Я хотела задействовать артистов со всей Америки. Я хотела взять артистов с Востока, Запада, Юга и Севера, всех лучших артистов. Я просто привела их в студию и они начали записываться. Это было очень круто. Я очень горда своим творчеством».
В целом альбом получил хорошие оценки от критиков. Журнал Metacritic высчитал средний бал 71 из 100. Однако, альбом был очень сильно раскритикован за сильно сексуальный текст с отборными ругательствами. Критик из Allmusic поставил альбому две с половиной звезды и сказал, что в целом, альбом неплохой, но по большей части это просто обычный гангстерский и порно-рэп. Критик из журнала Rolling Stone счёл обложку альбома намного провокационнее, чем сам альбом.
14 марта 1999 года Фокси начала свой первый тур, под названием Get Up On The Room World Tour совместно с R. Kelly. Тур стал неожиданным успехом. Благодаря очень быстрым продажам билетов и фурора в Майами, к турне присоединились известные рэперы Busta Rhymes и Nas. Тур закончился 26 августа 1999 года. Он прошёл в 63 городах по всему миру.

## Список композиций
1. «The Birth of Foxy Brown» — 1:27
2. «Chyna Whyte» — 3:01
3. «My Life» — 4:27
4. «Hot Spot» — 3:50
5. «Dog & Fox» (совместно с DMX) — 2:57
6. «J.O.B.» (совместно с Madonna) — 3:42
7. «Bomb Ass» (совместно с Tha Dogg Pound) — 0:59
8. «I Can't» (совместно с Total) — 4:47
9. «Bonnie & Clyde» (совместно с Jay-Z) — 4:50
10. «Lately» (совместно с Janet Jackson) — 2:54
11. «Ride (Down South)» — 5:41
12. «Can U Feel Me Baby» (совместно с Puff Daddy) — 3:49
13. «Baller Bitch» (совместно с Puff Daddy & Too $hort) — 3:49
14. «BWA» (совместно с Missy Elliott & Eve) — 3:26
15. «Tramp» — 3:28
16. «Baby Mother» — 1:25
17. «It’s Hard Being Wifee» (совместно с Noreaga) — 4:44

## Невышедшие песни
- «Star Wars» (совместно с Busta Rhymes)
- «Dollar Bill» (совместно с R. Kelly)
- «Rolls-Royce (Cream Drop)»

## Чарты
| Chart (1999)           | Peak Position |
| ---------------------- | ------------- |
| Billboard 200          | 1             |
| Top R&B/Hip-Hop Albums | 1             |
| Top Canadian Albums    | 6             |
| UK Albums (OCC)        | 51            |
| UK R&B Albums (OCC)    | 5             |